# Joachim Grauenhorst
Joachim Grauenhorst (* 26. August 1917 in Oschersleben; † 13. Juli 1998 in Soltau) war ein deutscher Journalist und Maler.

## Werdegang
Grauenhorst absolvierte zunächst eine Ausbildung in der Landwirtschaft und leistete während des Zweiten Weltkriegs Militärdienst bei der Kavallerie. Nach Kriegsende arbeitete er als Fuhrunternehmer und kam 1949 zur Böhme-Zeitung, die er bis 1977 leitete.
Daneben trat er als Maler hervor. Seine Ölbilder und Aquarelle zeigen überwiegend Landschaften der Lüneburger Heide. Er illustrierte auch Veröffentlichungen des Heimatbundes des Kreises Soltau, so z. B. den Gedichtband As en Born löppt de Tiet von Ewald Hillermann.

## Ehrungen
- Bundesverdienstkreuz am Bande (13. Januar 1972)[3]